# Alfred Aleksander z Saksonii-Coburga-Gothy
Alfred Aleksander Wilhelm Ernest Albert (ur. 15 października 1874 w Pałacu Buckingham, zm. 6 lutego 1899 w Merano obecnie Włochy) – książę Saksonii-Coburga-Gothy, członek brytyjskiej rodziny królewskiej, par Zjednoczonego Królestwa jako przyszły książę Edynburga, hrabia Kentu i hrabia Ulsteru. Najstarsze dziecko księcia Alfreda z Saksonii-Coburga-Gothy i Marii Aleksandrowny Romanowej, wnuk królowej brytyjskiej Wiktorii i księcia Alberta z Saksonii-Coburga-Gothy.

## Życiorys
Książę Albert urodził się 15 października 1874 roku w Pałacu Buckingham, oficjalnej rezydencji brytyjskich monarchów. Od 1893 roku po śmierci Ernesta II był następcą tronu księstwa Saksonii-Coburga-Gothy. Od dzieciństwa poddany surowemu wychowaniu i edukacji większość czasu przebywał w Koburgu. Po osiągnięciu pełnoletności rozpoczął służbę w wojsku. Służył w 1 Pułku Piechoty Gwardii Cesarstwa Niemieckiego w Poczdamie. W trakcie odbywania służby miał liczne romanse. W 1897 roku ożenił się z Mabel Fitzgerald. Maria Aleksandrowna nalegała na anulowanie tego małżeństwa. Naciski ze strony rodziny miały być jednym z powodów przedwczesnej śmierci księcia, który miał targnąć się na swoje życie strzelając do siebie z karabinu.

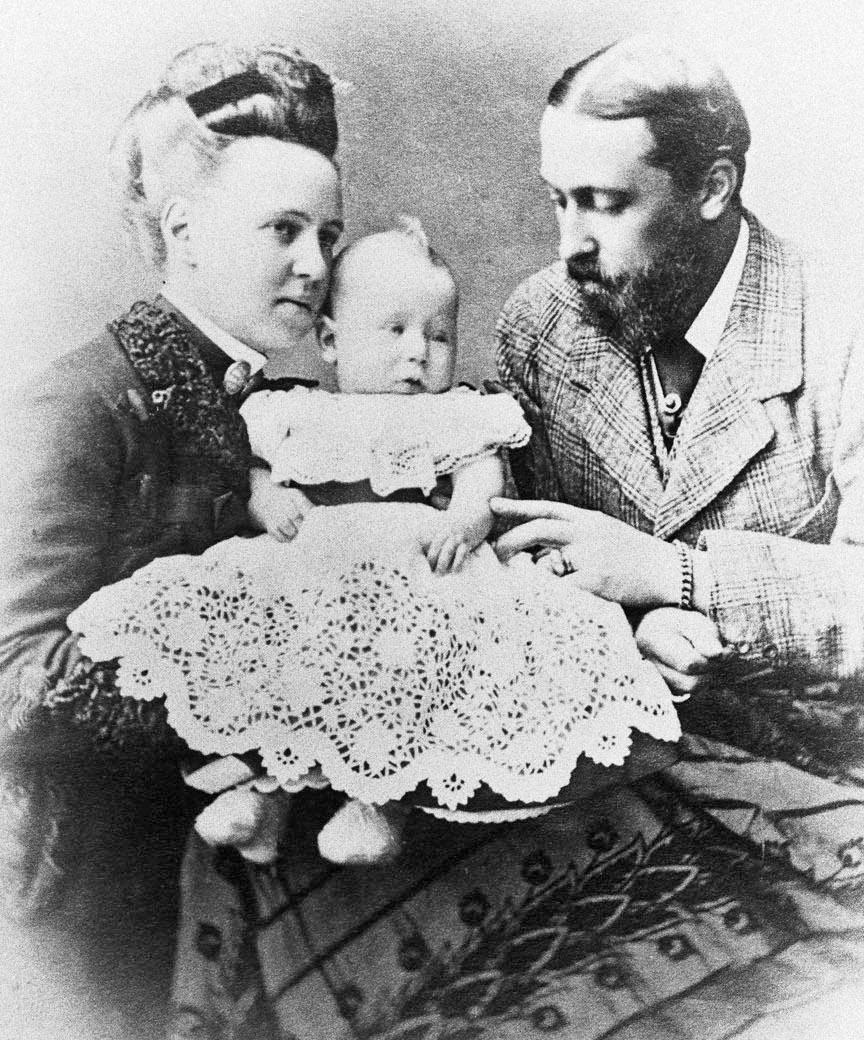
Mały książę Alfred wraz z rodzicami

## Śmierć
Od 1898 roku książę coraz częściej chorował. Między innymi zaraził się kiłą. Z tego powodu nie uczestniczył w uroczystościach srebrnego wesela swoich rodziców. Cierpiał na depresję. Dla podratowania zdrowia i z powodu chęci uniknięcia skandalu został wysłany do Merano. Tam zmarł. W oficjalnym komunikacie podano, że chorował na gruźlicę. Jego ciało zostało przewiezione do Niemiec i pochowane w mauzoleum rodziny książęcej na cmentarzu w Coburgu. Do dziś wśród historyków toczą się spory na temat okoliczności śmierci księcia Alfreda. Zrozpaczony ojciec Alfred z Saksonii-Coburga-Gothy, nadużywając alkoholu, winił żonę za śmierć syna, co doprowadziło do ostatecznego rozpadu ich związku.

## Odznaczenia
M.in. :
- Krzyż Wielki Orderu Domowego Książęcego Sasko-Ernestyńskiego, 1874 – Saksonia-Coburg-Gotha
- Medal Srebrnych Godów Ks. Alfreda i Wlk. Ks. Marii, 1899 – Saksonia-Coburg-Gotha
- Kawaler Orderu Podwiązki, 1894 – Wlk. Brytania
- Kawaler z Prawa Orderu św. Jana, 1893 – Wlk. Brytania
- Medal Złotego Jubileuszu Królowej Wiktorii, 1887 – Wlk. Brytania
- Medal Diamentowego Jubileuszu Królowej Wiktorii, 1897 – Wlk. Brytania
- Order Orła Czarnego, 1894 – Prusy
- Krzyż Wielki Orderu Orła Czerwonego, 1889 – Prusy
- Krzyż Wielki Orderu Korony, 1893 – Rumunia
- Krzyż Wielki Orderu Ludwika, 1894 – Hesja
- Order św. Andrzeja, 1894 – Rosja
- Order św. Aleksandra, 1894 – Rosja
- Order Orła Białego, 1894 – Rosja
- Order św. Anny I kl., 1894 – Rosja
- Order św. Stanisława I kl., 1894 – Rosja